# 布蘭登 (紐約州)
布蘭登（英語：Brandon）是一個位於美國紐約州富蘭克林縣的鎮。

## 人口
根據2020年美國人口普查的數據，布蘭登的面積為107.03平方千米，當中陸地面積為106.85平方千米，而水域面積為0.17平方千米。當地共有人口628人，而人口密度為每平方千米6人。